# زمین‌لغزش‌های ۲۰۱۸ جنوب کالیفرنیا
زمین‌لغزش‌های ۲۰۱۸ جنوب کالیفرنیا در تاریخ ۹ ژانویه ۲۰۱۸ به وقوع پیوست زمانی که بارش شدید باران، باقیمانده‌های رودخانه‌ها را به سوی مناطق مسکونی در محدوده شمالغرب لس‌آنجلس عمدتاً شهرستان سانتا باربارای کالیفرنیا روانه نمود. این زمین لغزش‌ها، حداقل ۲۰ تن کشته، ۱۶۳ تن مجروح و ۴ تن گمشده برجای گذاشت. این فاجعه طبیعی یک روز پس از رشته آتش‌سوزی‌های بزرگ اتفاق افتاد و مناطق نزدیک به این حادثه را ویران نمود که باعث جنگل‌زدایی و افزایش ریسک زمین لغزش شد.